# Hans Thorelli
Hans Wilhelm Robert Thorelli, född 19 januari 1893 i Stockholm, död 4 augusti 1974 på Stora Sköndal, Farsta församling, var en företagare och telefontekniker.
Hans Thorelli var son till direktören i Brandförsäkringsbolaget Tor Sven Elof Thorelli och Martha Margareta von Nolting. Han avlade studentexamen 1910 och utexaminerades från Tekniska högskolan 1914. Efter en tids svensk praktik var han 1917–1920 verkstadsorganisatör vid AB Separators tyska aktiebolag Bergedorfer Eisenwerk utanför Hamburg och hade 1920–1923 anställningar i USA bland annat vid Western Electric. Från 1923 var han verksam vid Telefonaktiebolaget L M Ericsson i Stockholm, där han först var montageledare och sedan reseinspektör för automatiska telefonstationer, bland annat i Nederländerna 1924–1925, Italien och Spanien 1925–1932 och Sovjetunionen 1926–1931. 1933–1935 var Thorelli verkstadschef vid Ericssons huvudverkstad. Senare var hans huvuduppgift sammanhållning mellan koncernens tillverkningsföretag i Sverige och utomlands. Han hade också stor del i planeringen och utförandet av bolagets nya fabriks- och kontorsanläggning i Stockholm 1938–1940. Han blev överingenjör 1939 och var från 1946 direktör och från 1949 andre vice VD i Ericsson samt styrelseledamot i en stor del av Ericssonkoncernens svenska och utländska fabriksbolag. Bland hans många uppdrag märks, att han var ledamot av Statens industrikommission 1941, ordförande i Svensk teknologförenings avdelning för industriell ekonomi och organisation 1944–1945, ledamot av Sveriges verkstadsförenings överstyrelse och lärlingsnämnd 1944–1946, av kommittén för partiellt arbetsföra 1943–1949 och av Överstyrelsen för yrkesutbildning 1945–1947. Från 1945 var han ledamot av Ingenjörsvetenskapsakademien.